# تاکسی بیسیم بانوان
تاکسی بیسیم بانوان نخستین ناوگان تاکسیرانی ایرانی است که به‌طور خاص برای استفاده زنان راه اندازی شده است. این تاکسی‌ها با رنگ سبز مشخص شده‌اند و رانندگان آنان نیز زن هستند. تاکسی‌های بیسیم بانوان نخستین بار در سال ۱۳۸۵ در منطقه ۱۹ شهر تهران مورد بهره‌برداری قرار گرفتند. این تاکسی‌ها دارای سیستم گویای اعلام مسیر و نرخ مصوب و نیز دارای تاکسیمتر هستند.

## مزایا
- این تاکسی برایِ رفت و آمدِ زنان، امنیتِ بیشتری ایجاد می‌کند.
- زنان با این فرصتِ شغلی می‌توانند وارد بازار کار شوند.

## گره‌هایِ فرهنگی
مشکلات فرهنگی هنوز هم گریبانگیرِ زنانِ راننده است. زنی راننده مشکلِ خود را چنین بازگو می‌کند: «پسر کوچکم روی لباس یونیفرمی که می‌پوشم، حساس است. دوست ندارد با لباس فرم جلوی مدرسه‌اش بروم. همیشه از من می‌خواهد که دو کوچه آنطرف‌تر بایستم. نگاه مردم نسبت به زنان راننده هنوز خوب نیست. اما خانم‌ها از تاکسی بانوان استقبال می‌کنند.» یکی از مشکلات دیگر زنان، عدم امکان سوارکردن خانواده‌هاست. همه این محدودیت‌ها برای رانندگی زنان باعث شده تا با وجود این که هزینه‌های بیشتری نسبت به مردان پرداخت می‌کنند، کارکرد و درآمدشان کمتر باشد.

## مقالات وابسته
- زنان در نیروی کار
- تبعیض جنسیتی